# Lueshite
La lueshite est une espèce minérale formée de niobate de sodium du groupe de la pérovskite. Sa couleur varie de noir à gris et elle peut apparaître brun-violette sur lames minces. Sa formule chimique est NaNbO3 . 
La lueshite cristallise dans le système orthorhombique. 
La lueshite est étroitement associée à la natroniobite et à l'isolueshite qui partagent une même composition chimique mais une structure cristalline différente.

## Historique de la description et appellations

### Inventeur et étymologie
La lueshite a été décrite par le minéralogiste A. Safiannikoff en 1959, le minéral est nommé d'après le topotype.

### Topotype
- Mine de Lueshe, territoire de Rutshuru, province de Nord-Kivu, République démocratique du Congo.

## Caractéristiques physico-chimiques

### Cristallographie
- La lueshite et l'isolueshite sont des dimorphes. La lueshite cristallise dans une structure pérovskite orthorhombique, groupe d'espace : P 2221, tandis que l'isolueshite cristallise dans le système cristallin cubique (aussi appelé isométrique, d'où son nom), groupe d'espace : P m3m.
- Paramètres de la maille conventionnelle : a = 5,51 Å, b = 5,53 Å, c = 15,5 Å, Z = 8 ; V = 472,29 Å3 ; Densité calculée = 4,61.

### Cristallochimie
- Elle fait partie du groupe du groupe de la pérovskite :

Groupe de la pérovskite
- Barioperovskite ou titanate de baryum : BaTiO3
- Isolueshite : (Na,La,Ca)(Nb,Ti)O3
- Lakargiite : Ca(Zr,Sn,Ti)O3
- Latrappite : (Ca,Na)(Nb,Ti,Fe)O3
- Loparite-(Ce) : (Na,Ce,Ca,Sr,Th)(Ti,Nb,Fe)O3
- Lueshite : NaNbO3
- Macédonite ou titanate de plomb : PbTiO3
- Megawite : CaSnO3
- Pérovskite ou titanate de calcium : CaTiO3
- Tausonite ou titanate de strontium : SrTiO3

## Gîtes et gisements

### Gisements producteurs de spécimens remarquables
- République démocratique du Congo

Topotype. Associée à du mica.
- États-Unis

Gem Park, près d'Hillside, comté de Fremont, Colorado. Associée à la vermiculite, l'ilménite, la pyrochlore, la thorianite, la pérovskite, la fersmite et la dolomite.
- Canada

Carrière Poudrette, Mont Saint-Hilaire, région de la Montérégie, province de Québec. Associée à la sodalite, l'ussingite, la villiaumite, la steenstrupine, la gricéite, l'eudialyte et la lovozerite.
Saint-Amable, région de la Montérégie, province de Québec.
- Russie

Massif du Lovozero, dans la péninsule de Kola, District fédéral du Nord-Ouest.
- Groenland

Massif d'Ilimaussaq.